# Becquigny (Somme)
Becquigny település Franciaországban, Somme megyében. Lakosainak száma 116 fő (2022. január 1.). Becquigny Arvillers, Davenescourt, Ételfay, Fignières, Guerbigny, Lignières és Warsy községekkel határos.

## Népesség
A település népességének változása:
| Lakosok száma | 111  | 119  | 126  | 131  | 130  | 130  | 129  | 122  | 116  |
|               | 2013 | 2015 | 2016 | 2017 | 2018 | 2019 | 2020 | 2021 | 2022 |